# 蓬山郡 (至德)
蓬山郡，中国唐朝时设置的郡。
至德二载（757年）改咸安郡置，治所在大寅县（今四川省仪陇县南）。辖境相当今四川省仪陇县、营山县大部及渠县北部。領縣七：大寅縣（今四川省蓬安县茶亭乡池坝古城）、良山縣（今四川省营山县三元乡）、伏虞縣（今四川省蓬安县义路镇李家坝古城）、儀隴縣（今四川省仪陇县金城镇）、宕渠縣（今四川省营山县双林乡）、蓬山县、大竹縣（今四川省渠县月光乡）。乾元元年（758年）復為蓬州。